# فرضية السعادة
فرضية السعادة: العثور على الحقيقة المعاصرة في الحكمة القديمة هو كتاب لغير المختصين في علم النفس صدر عام 2006 للمؤلف جوناثان هايدت. في الكتاب يعرض هايدت عددًا من الأفكار العظيمة التي كان يعتنقها عدد من حكماء الماضي من أمثال أفلاطون وبوذا والمسيح وغيرهم. حيث يعرض المؤلف تلك الأفكار في ضوء علم النفس الحديث، مستخرجًا من تلك الافكار دروسًا وعبرًا لا تزال صالحة في عالم اليوم. تتعلق الأفكار التي يدور حولها الكتاب بالفضيلة والسعادة والإنجاز.

## ملخص الفصول

### الفصل 0: الكثير من الحكمة
تشرح المقدمة في البداية بأن الهدف الرئيسي للكاتب هو تلخيص «الحكمة» اللامتناهية في عشرة أفكار عظيمة وإيصالها للناس في وقتنا الراهن، كل فكرة في فصل، بقية المقدمة تتضمن عرضًا ملخصًا لتلك الأفكار العشرة كالتالي: الفصل الأول يصف كيف أن لكل إنسان جانبان: جانب فطري يتضمن غرائزنا الأساسية والجانب الآخر هو الجانب المتطور للغاية والذي يحاول السيطرة على تلك الغرائز. الجهود التي يقوم بها الإنسان للسيطرة على غرائزه يظهر في الجزء الثاني من الكتاب مسببًا له الكثير من القلق، ولكن العديد من الآليات، كالتأمل على سبيل المثال، يمكن أن يوظفها الإنسان ليتحرر من هواجسه. الفصل الثالث في الكتاب يعالج العلاقات بين الإنسانية، علاقة الفرد بالآخر والتي يجب أن تنطلق من القاعدة الذهبية: عامل الناس كما تحب أن يعاملوك الأمر الذي يقود في الفصل الرابع من الكتاب إلى معالجة مسألة ميل الناس لرؤية عيوب الآخرين بصورة أكثر وضوحًا من رؤيتهم لعيوبهم أنفسهم، وعندما يدرك الناس هذه الحقيقة يصبحون أقرب لتدارك الأمر وبالتالي العيش في ظل القاعدة الذهبية سابقة الذكر. في الفصل الخامس وفي نقطة المنتصف من الكتاب يقدم هايدت مفهومه عن نظرية السعادة. نظرية السعادة يمكن أن تكون أن السعادة نابعة من داخل الفرد نفسه، كما قال بوذا، أو أنها تأتي من مصدر خارجي. يطرح الكاتب في الفصل السادس بأن الحقيقة فيما يتعلق بالسعادة تكمن بين الطرفين (النفس والعالم الخارجي) حيث يؤكد أن الحب والذي هو في الحقيقة جوهري بالنسبة لسعادة الإنسان وهو أمر يعتمد على أكثر من مجرد النفس. يطرح الفصل السابع سؤالًا عن علاقة السعادة بالمحن والشدائد التي يختبرها الفرد حيث يستفيض الكاتب في شرح هذه العلاقة وبأنها تختلف باختلاف المرحلة الحياتية لكل إنسان. تحقيق السعادة هو عملية معقدة تتطلب من الإنسان أن يتصرف باستقامة، ويدعي الكاتب في الفصل الثامن أن الاستقامة تعني التصرف وفقًا لما قال ارسطو وأن يدرك المرء الإمكانيات الكامنة في ذاته ويعمل على تطويرها. يتوسع الكاتب في الفصل التاسع في نقاش فكرة أن ثمار السعادة يجنيها الإنسان من التصرف باستقامة، وذلك من خلال الملاحظة بأن الممارسة على المدى الطويل للأفعال الأخلاقية تكسب المرء بعضًا من الشعور بالقدسية تجاه هذه الأفعال. الفصل العاشر يأخذ فكرة عيش الإنسان حياته في ظل ممارسات أخلاقية إلى مدى أكثر بعدًا مؤكدًا أن الحياة السعيدة يحصل عليها المرء من خلال علاقات طيبة بينه وبين الآخرين، بينه وبين عمله، وبين عمله وشيء آخر أسمى يتعلق بإحساس المرء في حياته بالهدف أو بالغاية النبيلة.

### الفصل الأول: النفس المقسمة
يبحث هايدت في عدة طرق قسمت بها النفس البشرية منذ أقدم العصور:
- العقل مقابل الجسد.
- الجزء الأيمن من الدماغ مقابل الجزء الأيسر.
- الدماغ القديم مقابل الدماغ الجديد (الفص الجبهي)
- النفس الخاضعة للسيطرة مقابل التلقائية

يركز هايدت على هذا التقسيم الأخير بين العمليات المنطقية الواعية والعمليات التلقائية الغريزية. حيث يشبه الأمر بشخص يركب فيلا مشبّهًا الشخص الراكب بالعمليات المنطقية أو العقل الواعي، في حين أن الفيل نفسه يمثل الغرائز أو اللاوعي. الراكب غير قادر بطبيعة الحال أن يتحكم بالفيل بالقوة: هذا الأمر يشرح عدة ألغاز تتعلق بحياتنا الذهنية، بالتحديد عدم قدرتنا على التحكم بالإرادة أو ضعف الإرادة لدينا. يعلمنا هذا الأمر بأنه من الأجدر بنا تدريب الفيل وهو السر الكامن وراء ترقي النفس وتطورها.

### الفصل الثاني: تغيير الذهنية
بالعودة إلى مثال راكب الفيل، ردات الفعل العاطفية التلقائية للعقل اللاواعي «الفيل» هي التي تقودنا في مسار حياتنا. حتى أن الناس يميلون إلى اختيار أصحاب أو مهن تتشابه أسماؤها مع أسمائهم. بالرغم من الانحياز للسلبية يعتبر بعض الناس متفائلًا والبعض يعتبر متشائمًا. يقترح هايدت ثلاث طرائق لتغيير ردات الفعل التلقائية تلك: الأولى هي نوع من العلاج النفسي يعرف بالعلاج المعرفي والثانية هي التأمل والطريقة الثالثة هي العقاقير الطبية المضادة للاكتئاب كالفلوكسيتين المعروف تجاريا بالبروزاك.
اضطر هايدت في الكتاب بطبيعة الحال لعمل اختصارات وتبسيطات قدر المستطاع لضرورة تقديم نبذة عن علم الأحياء، وعلم النفس، والفلسفة، وعلم الاجتماع، والطب في كتاب يقع في 300 صفحة فقط. في الفصل الثاني من الكتاب قام هايدت بنوع من الاختصار المفرط. على سبيل المثال فإن المقاربات التي ذكرها الكتاب لتقليل السلبية صُنّفت إلى التأمل، المعالجة النفسية المعرفية، والعقاقير الطبية. على كل حال هذه الأشياء الثلاثة يمكن أن يعاد تصنيفها على نحو أكثر شمولية إلى تدخلات فيزيائية وسلوكية. حيث أن التداخلات الفيزيائية يمكن ألّا تقتصر على عقاقير كالبروزاك أو أصناف العقاقير المضادة للأكتئاب الأخرى. فعلى سبيل المثال أظهرت الأبحاث أن ال (بنزوديازيبين) هو عقار أفضل في علاج اضطرابات القلق المعممة من مضادات الاكتئاب. بشكل أكثر عمومية لم يعر هايدت انتباها كافيًا للآثار العكسية للمعالجة الدوائية.
بيَّن تحليل تلوي (تحليل في علم الإحصاء) لـ 131 تجربة تم إجراؤها في القرن الـ 21 على 25000 مريض بأن "العقارات المضادة للاكتئاب ربما تملك تأثيرات ملحوظة إحصائيًّا على الاكتئاب، ولكن كل هذه التجارب وقعت تحت خطر التحيز وأهميتها السريرية محطّ تساؤل وشكوك. حيث أن العقاقير المضادة للاكتئاب يمكن أن تترافق مع آثار عكسية بحيث يتجاوز ضررها فائدتها.

### الفصل الثالث: المعاملة بالمثل مع الانتقام
تختلف الحياة الاجتماعية لنا كبشر عن باقي الثديات بكوننا مخلوقات نستطيع العيش في مجتمعات متعاونة وبأعداد كبيرة جدًا، ويعود السر في هذه القدرة لدى البشر إلى القاعدة الذهبية (المعاملة بالمثل). يصف هايدت مستعينا بكتاب روبرت كيالديني «أسلحة التأثير الستة» كيف يساعدنا فهمنا لآليات عمل مبدأ«المعاملة بالمثل» لنحل مشاكلنا الاجتماعية.

### الفصل الرابع: عيوب الآخرين
جزء من تفوقنا الاجتماعي كبشر هو محاولاتنا الدائمة للتفاعل مع تصورات الآخرين عن أنفسنا متناسين أنّنا أيضًا لدينا تصوراتنا الخاصة عنهم. كما قال يسوع المسيح واصفا رؤية الإنسان لعيوب غيره ومتجاهلا عيوبه الخاصة («ولماذا تنظر القذى الذي في عين أخيك وأما الخشبة التي في عينك فلا تفطن لها؟») يبحث هايدت فيما يقوله علم النفس الاجتماعي بهذا الخصوص مستعينًا بعدة أعمال لأخصائيين في هذا المجال من أمثال دانييل باتسون وروبرت رايت ودينا كوهن وديفيد بيركنس. ثم يناقش هايدت الطرق التي تمكننا من خلع الـ «نظارة الأخلاقية» ورؤية العالم كما هو.

### الفصل الخامس: السعي في سبيل السعادة
كان مفهوم «سعادة الإنسان مصدرها الإنسان نفسه ولا تأتي من مصادر خارجية كما لا تتأثر بها» شائعًا، يُنسَب هذا المفهوم لحكماء الأزمان السابقة (كبوذا وأبكتيتوس)، وقد وافق عليه علماء النفس في فترة التسعينات من القرن العشرين. يناقش هايدت فكرة أن هذه العوامل الخارجية في الحقيقة لها دور في سعادة إنسان ولا يمكن تجاهلها ويبيّن طرقًا وأساليب يسعى بها الإنسان للسعادة من خلال تطوير هذه الظروف. على سبيل المثال الطريقة المثلى في إنفاق المال، شارحًا أن فكرة العمل والتفاني فيه في الثقافة الغربية هو أمر لا يمكن تجريده من القيمة.

### الفصل السادس: الحب والارتباط
للحب حسب هايدت أنواع عديدة، حيث يؤكد أنها جميعا لا تكون منطقية إلا حين يدرك الإنسان مصدرهذا الحب ونتائجه. يختبر هايدت دراسة وتقرير بعنوان «الرعاية الأمومية والصحة العقلية» للباحث جون باولبي الممولة من منظمة الصحة العالمية والصادرة عام 1950 بالإضافة للعمل اللاحق المتمثل بالتجارب على القرود من قبل هاري هارلو. بحسب ما كتب هايدت فإن فهم هذه الأنواع المختلفة من الحب، يمكّننا من فهم لماذا الناس يقعون في الأخطاء فيما يتعلق بالحب، ولماذا يكره الفلاسفة الحب ويعطوننا نصائح سلبية عنه.

### الفصل السابع: الاستفادة من المِحن
يقول نيتشه «ما لا يقتلك يجعلك أقوى» ولكن هذا الأمر لا ينطبق على الجميع بالأخذ بعين الاعتبار أن تعرض الإنسان للمحن والنكسات يمكن أن ينجم عنه اضطرابات ما بعد الصدمة. يناقش هايدت كيف ولماذا يتعافى البعض من الصدمات كما يناقش الطرق التي من خلالها يمكن للمرء التعافي والنهوض بعد الصدمات. تظهر أبحاث روبرت ستيرنبيرغ أن تعرّض المرء للصدمات في الوقت المناسب من مراحل حياته كفيلٌ بجعل الناس أكثر تعاطفًا وأكثر قدرة على موازنة احتياجاتهم.

### الفصل الثامن: سعادة الفضيلة
يبحث هايدت في هذا الفصل كيف أن الفضيلة والاستقامة يمكن أن تكون متبوعة بالنجاح وذلك بالمعنى الواسع للفضيلة والتي يعود بها هايدت إلى جذورها الإغريقية القديمة حيث أن حكماء اليونان القديم بحسب ما يرى هايدت كانوا يملكون فهمًا نفسيًا متطورًا للفضيلة وذلك من خلال استخدامهم لمفاهيم الحكم والحكايات الرمزية بالإضافة للقدوة الحسنة لتدريب «الفيل» الذي يشير به هايدت إلى النفس التلقائية أو الجانب الغريزي من الإنسان. بالرغم من أن مفهوم القيمة في الثقافة الغربية بدأ مع هوميروس وإيسوب بالإضافة لنصوص العهد القديم، فإن الفهم الحديث لها متعلق إلى حد بعيد بالمذهب الأخلاقي لفلاسفة من أمثال ايمانويل كانت ومذهبه الأخلاقي «الضرورة الحتمية» وهو ما يعرف بالمبدأ الأخلاقي الاساسي للعقل وأيضا مذهب النفعية لجيرمي بنثام، حيث حدث تحول في النظرة للأخلاق مع هؤلاء الفلاسفة من كون الأخلاق صفات حميدة مطلقة يجب تدريسها أو تلقينها إلى التفكير في المعضلات الأخلاقية ومحاكمتها منطقيًا. لمعالجة سؤال كيف يمكن أن يصاغ في مجتمع متنوع مفهوم أخلاقي عام يحيلنا هايدت إلى علم النفس الإيجابي في أعمال سليغمان وبيترسون عن القيمة والقوة.

### الفصل التاسع: النزعات الروحية الدينية واللادينية
بالاستعانة بالاستعارة المجازية لرواية «الأرض المسطحة» للكاتب الإنكليزي إدوين أبوت يخبرنا هايدت أن النزعة الروحية والقداسة هما مفهومان رئيسيان في العقل البشري، وهو ما يؤكد عليه وجود أحاسيس كالترقي الأخلاقي والهلع، التدين من جانب آخر أو «الحق الديني» كما يسميه الكاتب يمكن أن يتم فهمه فقط من خلال إدراكنا لهذا الجانب من النفس البشرية أي النزعة الروحية، وهو الأمر الذي يتجاهله الكثير من العلمانيين أو يسيؤون فهمه بالرغم من أن الكثير من الأشخاص غير المتدينين يملكون هاجسًا روحيًّا أو يعيرون اهتمامًا بالقضايا الروحية كما بينت أعمال ويليم جيمس وابراهام ماسلو.

### الفصل العاشر: السعادة تأتي من بين الأشياء
يناقش هايدت فكرة «معنى الحياة» حيث يميز بين المعنى الذي يعطيه المرء لحياته والمعنى من الحياة نفسها. الحب والعمل يعطيان الإحساس بالمعنى والغاية للحياة. في دراسة أعدها ميهالي تشيكسينتميهالي هاوارد غاردنير ووليم دامون أسسوا مفهوم «الرابط الحيوي» والذي يعطي العمل القيمة الأكبر فيما يتعلق بإحساس المرء بالغاية في حياته وبالرغم من ذلك فإن روابط أخرى للمرء في حياته بين جوانبها النفسية والجسدية والثقافية- الاجتماعية تعتبر أيضا حيوية. الدين هو آلية متطورة للغاية في خلق هذه الروابط.

### الفصل الحادي عشر: في التوازن
يخلص هايدت في الفصل الأخير من هذا الكتاب بأن الفكرة القديمة المأخوذة من الفلسفة الصينية المعروفة باليين واليانغ والتي تعبر كيف أن المتناقضات تكمل بعضها البعض للوصول للتوازن هي أكثر الأفكار حكمة على الإطلاق. مبينًا كيف أننا نحتاج لنعيش حياة كاملة للموازنة بين كل من المفهوم الديني القديم والعلم الحديث، بين الشرق والغرب، وحتى بين الليبرالية والمحافظة على التقاليد. «كلمات الحكمة تمر بنا طوال الوقت ولكن فقط بالاعتماد على عدة مصادر يمكن أن نصبح حكماء»

## الاستقبال
تلقّى كتاب فرضية السعادة النقد الإيجابي. في مراجعة دانييل نيتل للكتاب في مجلة الطبيعة (nature) سلّم بصحة الفرضية الرئيسية في الكتاب «التشابه بين نصائح قدامى الحكماء كيف ينبغي لنا أن نعيش حياتنا، وأفكار علماء النفس المعاصرين فيما يتعلق بالصحة العقلية هو حقا أمر مثير للدهشة». بدا نيتل معجبًا بسعة إدراك المؤلف لعلم السلوك الحديث، ووجد الكتاب «إلى حد ما أكثر الكتب جوهرية في حركة {علم النفس الإيجابي}» 
كتب جيمس فلينت في مراجعته للكتاب في مجلة الغارديان «لا أعتقد أنني قرأت كتابًا من قبل يطرح الفهم المعاصر لأحوال النفس البشرية بهذه البساطة والوضوح والمنطق». كتب كريستوفر هارت في مجلة التايمز واصفًا الكتاب بأنه «إنساني، ذكي، ومريح...يجمع ببراعة الأفكار الثقافية القديمة مع علم النفس الحديث».